# Херберт Пундик
Херберт Пундик или Нахум Пундак (рођен 23. септембра 1927. године у Копенхагену) је дански новинар, писац и повремени предавач на Алборшком факултету.
Хербертови родитељи су били јевреји. Пред претњом да ће бити одведени у нацистичке логоре смрти, малолетни Пундик је са целокупном породицом, 1943. године пребегао у Шведску, а након Другог светског рата се враћа назад у Данску.
У раној каријери је био дописник најстарије данске националне медијске куће Данмаркс Радио, а такође је писао за левичарски дневни лист Информатион. Године 1965. прелази у Политикен где је од 1970. до 1993. био на функцији главног и одгоборног уредника.

## Дела
- (на српском: Није довољно преживети) {мемоари}
- (на српском: Можеш ако смеш) {мемоари}
- (на српском: Писма за Сусси) {изабрана писма}
- (на српском: Пундик) {изабрани чланци - 1946 до данас}
- (на српском: То се не може догодити у Данској) {бег Јевреја у Шведску}
- (на српском: Јерусалим - подељени град) {религија, историја, и садашњост}